# MBC 저녁종합뉴스
《MBC 저녁종합뉴스》는 MBC 표준FM에서 매일 저녁 7시에 방송되었던 라디오 종합뉴스 프로그램이다. 2020년 3월 29일에 폐지되면서

## 동시 시간대 뉴스 프로그램
- KBS 제1라디오 저녁종합뉴스 (KBS 제1라디오)
- KBS 제2라디오 저녁종합뉴스 (KBS 해피FM)

| MBC 표준FM 평일 프로그램            |                          |                                     |
| 이전                                | MBC 저녁종합뉴스         | 다음                                |
| 김미화의 세계는 그리고 우리는 1·2부 | MBC 저녁종합뉴스         | 김미화의 세계는 그리고 우리는 3·4부 |
| 저녁 6시 5분 ~ 저녁 7시             | 저녁 7시 ~ 저녁 7시 20분 | 저녁 7시 20분 ~ 밤 8시              |
|                                     |                          |                                     |